# Chunggang-gun
Chunggang-gun (koreanska: 중강군) är en kommun i Nordkorea.   Den ligger i provinsen Chagang, i den norra delen av landet, 300 km norr om huvudstaden Pyongyang.